# Orde El Sol de Perú
L'orde El Sol del Perú, creat inicialment amb el nom de l'Orde del Sol, és una de les dues distincions que concedeix l'estat Peruà als seus ciutadans i estrangers destacats a camps com les arts, les lletres, la cultura, la política i per serveis extraordinaris al Perú, entre d'altres. L'Orde, establert el 1821, és el més antic d'Amèrica .

## Història
L'orde va ser creat mitjançant decret del 8 d'octubre de 1821 per José de San Martín, mentre era Protector del Perú, per premiar els serveis fets a favor de la Independència, atorgant-la en tres graus: Fundadors, Benemèrits i Associats.
| «                    | He contemplat fundant aquest privilegi fer hereditari l'amor a la glòria, perquè després de derogar els drets hereditaris, que porten el seu origen de l'època de la nostra humiliació, és just subrogar-los amb altres que, sense ferir la igualtat davant la llei, serveixin d'estímul als que s'hi interessin. L'Ordre del Sol, patrimoni dels guerrers alliberadors, i premi dels homes benemèrits, durarà així mentre hi hagi qui recordi els anys heroics, perquè les Institucions que es formen en començar una gran època es perpetuen per les idees que cada generació rep, quan passa per l'edat en què esbrina amb respecte l'origen del que han venerat els seus pares. | » |
| — José de San Martín | |   |

Per a això, es va instituir, a semblança de la "Ordre de Cincinnatus" establerta per Washington, la "Legió de Mèrit" de Xile atorgada per Bernardo O'Higgins, la més democràtica "Orde Militar dels Alliberadors" de Simón Bolívar o la més conservadora "Legió d'honor" de Napoleó. El caràcter més o menys democràtic s'avaluava, entre altres consideracions, per la seva capacitat d'extensió hereditària, i les prerrogatives que brindava Sant Martí personals i vitalícies, heretables fins a la tercera generació. Segons el general, "sense ferir la igualtat davant la llei", servirien "d'estímul als que s'hi interessin".
L'ordre establiria tres graus: fundadors, benemèrits i associats. A cada cos de l'exèrcit, es conferiria la condecoració a tres oficials, excloent-ne la tropa, assolida ja per la distinció "Legió de Mèrit". En el cas dels "fundadors", gaudirien de preferències per als grans càrrecs estatals. Per als "benemèrits", hi hauria preferències per a feines de segon ordre. Mentrestant, els "associats" serien atesos en primer lloc a les ocupacions que ocupessin.
L'ordre conformaria un gran consell que, entre altres funcions administratives, podria acordar pensions anuals als socis. Es finançaria amb les arques públiques i tindria a disposició dels socis un col·legi especial d'educació. El particular del cas és que San Martín va fer extensiu els honors a les dones, a través d'una altra distinció que van contribuir amb el moviment independentista des de molt abans de l'arribada de l'Expedició Alliberadora de 1820. Entre elles Manuelita Sáenz, Rosa Campusanto, a més de 112 dames i 32 monges, en considerar que "el sexe més sensible ha de ser el més patriota". La decisió d'establir certes jerarquies, juntament amb l'acceptació del càrrec de Protector del Perú durant un any, van ser sovint criticades algunes decisions. Tot i això, sense perdre de vista el criteri republicà que el guiava, Sant Martí i els patriotes que l'acompanyaven van creure en la necessitat posar en marxa aquestes mesures en temps de guerra independentista, com a excepcional mesura de tàctica política.
A l'entrevista de Guayaquil, el 6 de juliol de 1822, Sant Martí va condecorar Simón Bolívar amb l'Ordre del Sol, amb grau de fundador. La placa va ser decorada amb una "... representació d'un sol d'or, que al centre tenia un brillant envoltat per tres línies concèntriques, compostes per 9, 18 i 31 brillants respectivament, amb la inscripció: " El Perú Als seus Alliberadors"."
No obstant això, va ser suprimida en virtut de la llei de data 9 de març de 1825 pel fet que les persones condecorades van començar a utilitzar-la com un privilegi. Posteriorment va ser restablerta pel president Augusto Leguía, en vigílies del centenari de la independència, mitjançant decret de data 14 d'abril de 1921, amb la denominació de «El Sol del Perú». L'ordre va ser restaurada amb quatre graus: Gran Creu, Gran Oficial, Comanador i Oficial, als quals posteriorment va ser afegida la de Cavaller.
Els primers exemplars d'aquesta nova era, van ser fets per la famosa Casa francesa Arthus Bertrand, de París, per començar a fabricar-se després a la Casa Nacional de Moneda. A la dècada següent, durant la presidència d'Oscar R. Benavides, s'hi afegiria el grau de Cavaller.
Actualment, es regeix primordialment sobre la base de la llei de data 31 d'agost de 1923 i el reglament de data 6 de setembre de 1923, que han tingut algunes modificacions al llarg dels anys s. El símil del Sol d'aquest orde va ser establert com a emblema pels Liceus Militars de l'exèrcit argentí, utilitzant-se en distincions especials, com l'ordre al Mèrit del Liceu Militar General San Martín.

### Controvèrsia

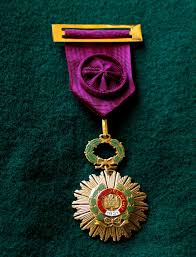
Medalla de l'orde

Al juny de 2016, el llavors president del Perú, Ollanta Humala, a través de la Canceller, va condecorar els Ministres de totes les seves carteres amb l'orde El Sol "pels serveis prestats". Aquest succés va generar controvèrsia entre els polítics i diverses personalitats, pel fet que aquesta distinció, segons el Ministeri de Relacions Exteriors , s'atorga a "persones que han destacat en camps com les arts, les lletres, la cultura, la política i per serveis extraordinaris al Perú"

## Graus
Els Graus de l'Ordre El Sol del Perú són:
- Gran Collar
- Gran Creu amb diamants
- Gran Creu
- Gran Oficial
- Comanador
- Oficial
- Cavaller

| Gran Collar | Gran Creu | Gran Oficial |
| Comanador   | Oficial   | Cavaller     |

## Disseny
La insígnia de l'ordre consisteix en una medalla que representa un sol radiant de divuit puntes.El medalló central està marcat amb l'escut del Perú , envoltat d'un anell esmaltat vermell amb la llegenda EL SOL DEL PERÚ d'or amb un cartutx esmaltat en blanc a la part inferior que esmenta la data de fundació: 1821. El medalló va acompanyat d'un corona de llorer en esmalt verd en el cas de la placa de gran creu.